# Barbula lavardei
Barbula lavardei là một loài Rêu trong họ Pottiaceae. Loài này được (Thér.) R.H. Zander & S.P. Churchill mô tả khoa học đầu tiên năm 1995.